# JVCKenwood
JVC Kenwood é uma empresa multinacional Japonesa de eletroeletrônicos fundada em 1 de outubro de 2008 após a fusão da JVC com a Kenwood Electronics.

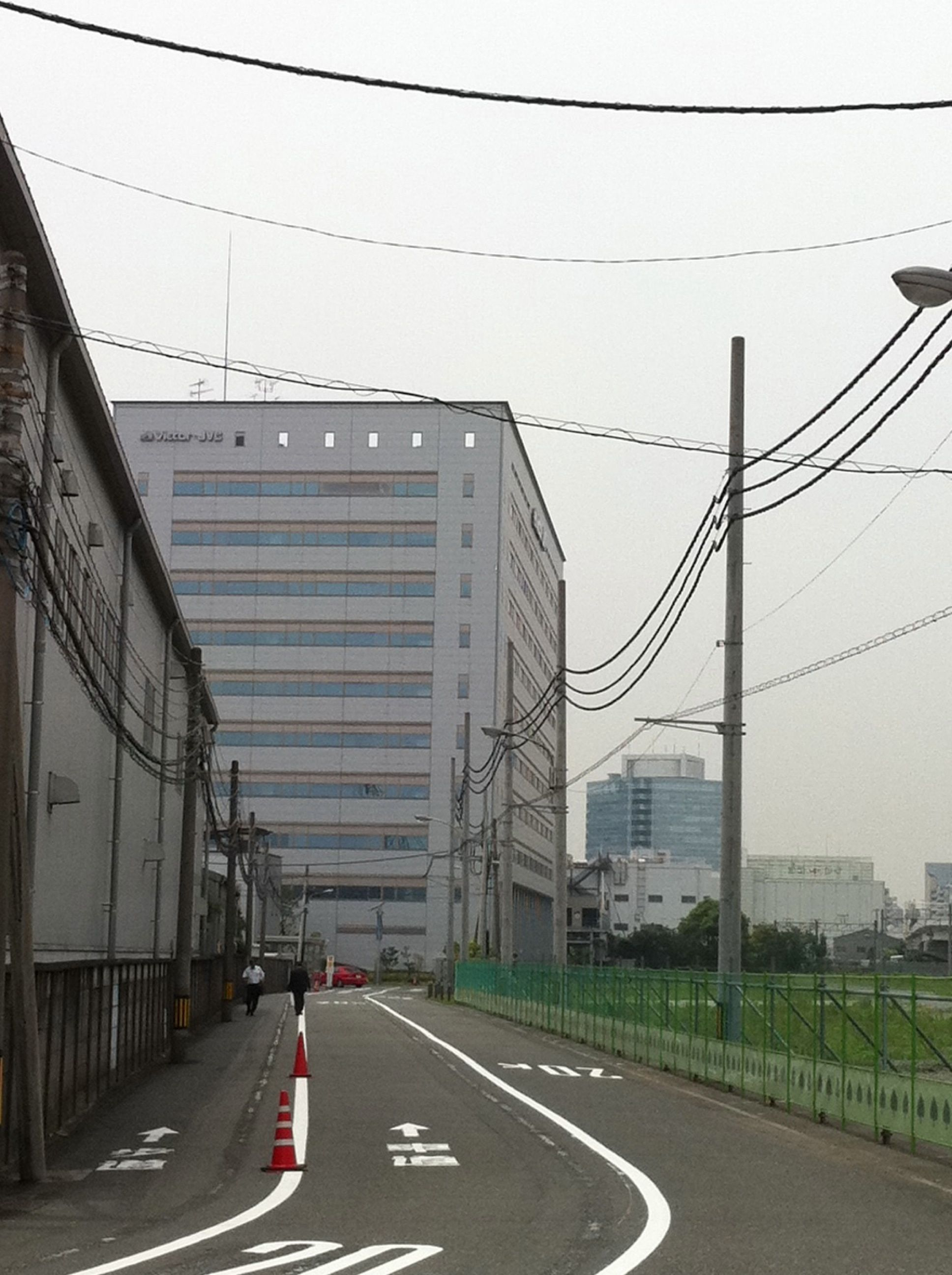
Sede da empresa na cidade de Yokohama no Japão.

Em 2010 a JVC Kenwood anunciou que a partir de março de 2011 iria parar de produzir Câmeras de vídeos no Japão e que iria transferir a produção para o exterior para diminuir prejuízos.
No dia 25 de março de 2014 a JVC Kenwood fechou a compra de 100% da empresa americana de fabricação de produtos de áudio e comunicação E. F. Johnson Company por 62,4 milhões de dólares.

## Principais empresas
Através da marca Kenwood, a companhia atua na fabricação de equipamentos de áudio para veículos como rádios, CD Player, Amplificador, Auto Falantes, produtos Hi-Fidelity e  produz também equipamentos de comunicações como rádios digitais, rádios móveis entre outros.
Já a marca JVC produz equipamentos de vídeo e multimídia, como câmeras, filmadoras, projetores, televisores, fone de ouvido entre outros.

## Outras empresas
A companhia é proprietária da Victor Entertainment, uma empresa de entretenimento criada em 1972 que produz e distribui músicas, filmes, softwares músicais e outros produtos de entretenimento no Japão
A Zetron é uma marca que atua na produção de sistemas de comunicação integrados, possui operações nos Estados Unidos, Reino Unido e Austrália.

## Antigos negócios
A empresa já foi proprietária da Teichiku Records, uma gravadora especializada em música japonesa, porém acabou se desfazendo do negócio e vendendo a gravadora em março de 2015 para a empresa de comunicação XING Inc. que por sua vez pertence a fabricante de impressoras Brother Industries.